# 衛士型火箭炮
衛士型火箭炮是中國21世紀初由四川航天工业总公司和中国精密机械进出口总公司联合开发研製的一系列長程衛星定位導引多管火箭炮系统，主要用于军贸出口。有精準打擊能力已經可以視同一種砲兵飛彈，有多種構型，最長版本射程達480公里。1代系列裝於XC2200型 6X6越野卡車上，2代後裝於TAS-5380型 8X8越野卡車上，每一發射連隊還配有射擊指揮車和弹药運輸裝填車。该型火箭炮主要用于填补压制火炮与地地战术导弹之间的火力空白，彈頭包括ZDB-2B高爆弹、SZB-1子母弹、YBD-1燃燒弹和SBD-1高爆燃烧弹以及ZDB-1C貧鈾彈等多種類別可選。衛士型系列火箭炮亦有出口至土耳其、伊朗、泰国、巴基斯坦、苏丹、委内瑞拉、阿塞拜疆等多个国家。

## 型号
- 衛士1型 302mm火箭 - 射程80公里
  - 衛士1B型 302mm火箭 - 射程180公里
  - 衛士1E型 122mm火箭 - 射程40公里
- 衛士2型 400mm火箭 - 射程200公里
  - 衛士2B型 400mm火箭 - 射程200公里
  - 衛士2C型 400mm火箭 - 射程350公里
  - 衛士2D型 400mm火箭 - 射程400公里
- 衛士3型 400mm火箭 - 射程480公里 (反潛能力)
- 衛士32型 310mm火箭 - 射程140公里
- 衛士64型 302mm火箭 - 射程280公里 (反艦反潛能力)

## 反艦反潛攻擊
2015年7月，《福建日報》報導披露了新型衛士64火箭炮（WS-64）是獨創性新概念武器，該火箭炮是世界首款地對海反艦火箭炮，傳統火箭炮是一種面殺傷的非精確武器，透過投射大量較便宜的低制導性彈藥，給予一種瞬間廣覆蓋殺傷，多用於摧毀敵物資和兵力聚集的靜態場所。
然而衛士64型卻與眾不同，其定位為一種近海、面殺傷、反艦團武器，是世界上首款使用慣性加衛星定位、被動雷達的綜合性導引火箭炮，已經很難分別其是火箭還是導彈，可以推估其彈藥有一定的電腦化精確制導能力，即使命中率低於反艦導彈，但還是有遠高於傳統拋射式火箭的命中率，加上較便宜的彈藥(相比于弹道导弹与巡航导弹)提供密集火網，達成一種海岸200公里拒止封鎖。對於中小國家來說，只需要裝備若干WS-64火箭炮系統，就能夠威懾和打擊敵國海軍，或封鎖重要海峽，配合衛士3型時代就已經問世的火箭推進魚雷還能在接收到目標資訊狀況下攻擊潛艇，未來衛士系列還能發射小型無人機打出一片無人機雲，進行電子干擾戰。
該火箭系統採用GNSS可以兼容GPS與GLONASS信號的組件；聯合導引方式時誤差小於30公尺，採用雷達末端導引方式時小於10公尺，電腦計算前制量時理論上能攻擊移動中的巡防艦以上船隻。報導表示在出口市場衛士64型吸引許多中小型國家詢問，對於國防預算有限的國家，引進數套衛士64型成軍就等於有了多管火箭、地地導彈、反艦反潛導彈的三種能力，即使三種事都做不到最好，但解決了有無問題，能讓較強大的對手重新評估戰爭取勝代價，成為一種談判桌上的籌碼。
從衛士系列的蛻變可以看出中國解放軍的戰略思維，也就是將防禦優勢發展到極致，任何國家就算能突破火箭军遠程導彈的火力，如果進入中國周邊600公里以內海域進行海戰，都將面對大量的陸上火力攻擊，中國海空軍即使機艦上攜帶的彈藥打完也能就地傳輸目標給陸上的紅旗防空導彈和卫士型火箭炮，這些陸地單位幾乎有無限量的彈藥。

## 使用國
- 中华人民共和国 - 至少列裝衛士2D型[5]

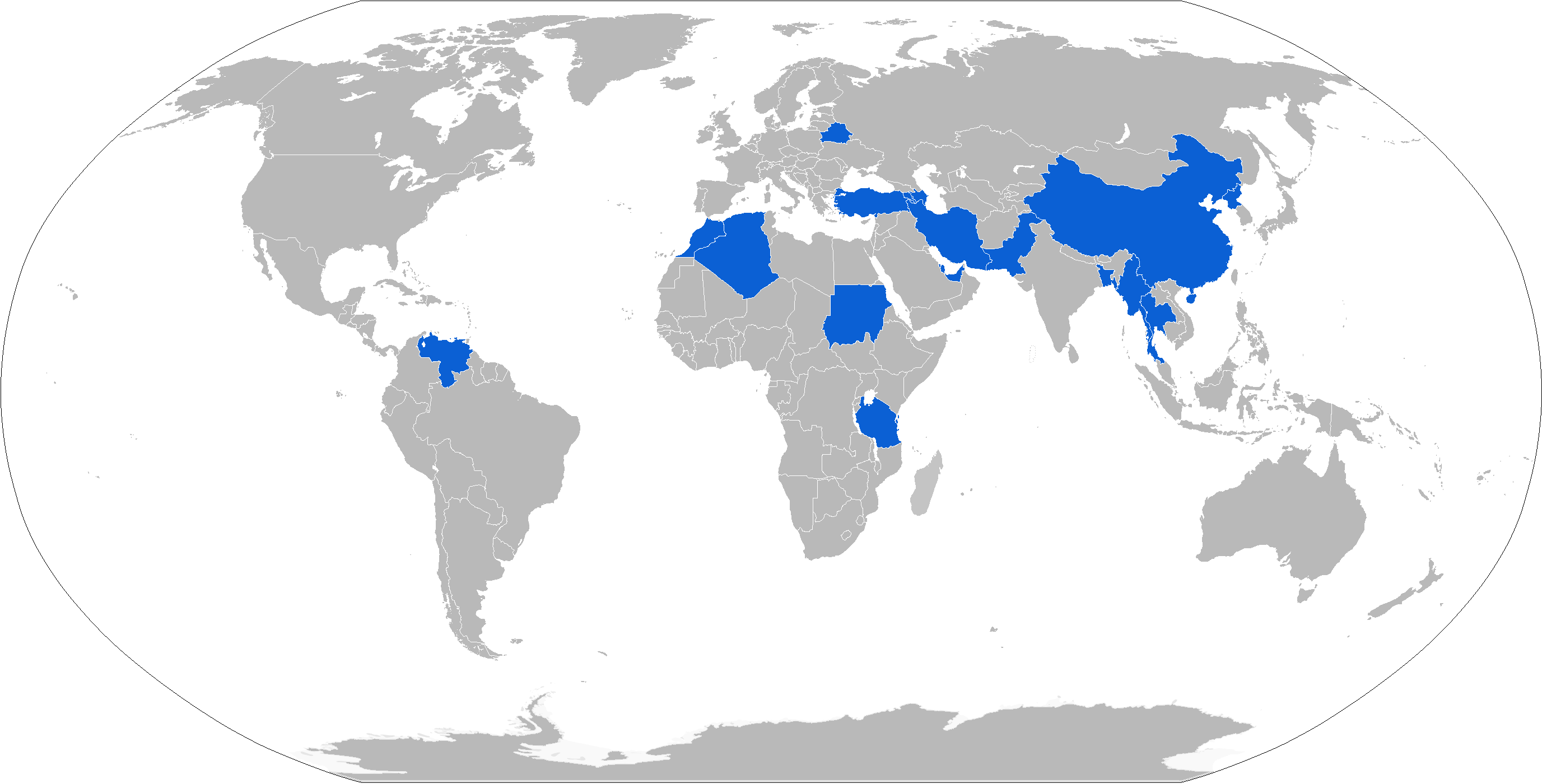
使用國

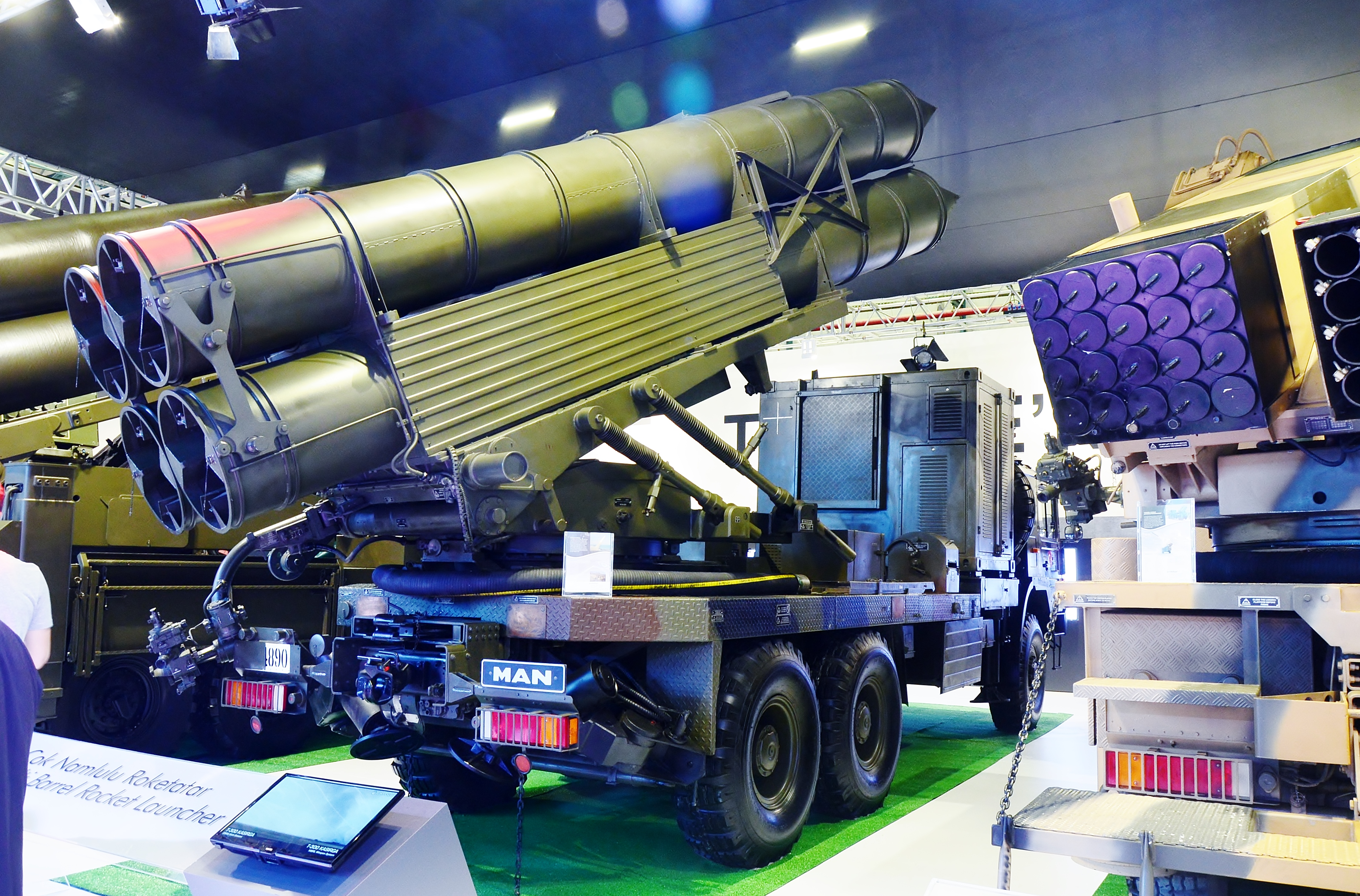
北約國家土耳其使用衛士1B，改名T-300

- 土耳其 - 衛士1B型，改名T-300 Kasırga型
- 伊朗 - 衛士3型，改名Fateh-300型
- 泰國 - 獲技術轉讓衛士1B型、32型，改名DTI-1型、DTI-1G型
- 亞美尼亞 - 衛士1型特製版
- - 衛士1E型改良版，改名T-300 Kasırga型
- - 衛士2型改良版、衛士3型[6]
- 白俄羅斯 - 衛士1型改良出口版（A-200）[7]
- 巴基斯坦 - 衛士1型出口版（A-100）
- 苏丹 - 衛士2型改良版
- 坦桑尼亚 - 衛士1型出口版（A-100）
- 委內瑞拉 - 衛士1E型改良版
- 哈馬斯 - 衛士1E型[8]
- - 卫士1B KN-09